# Islam en Somalie

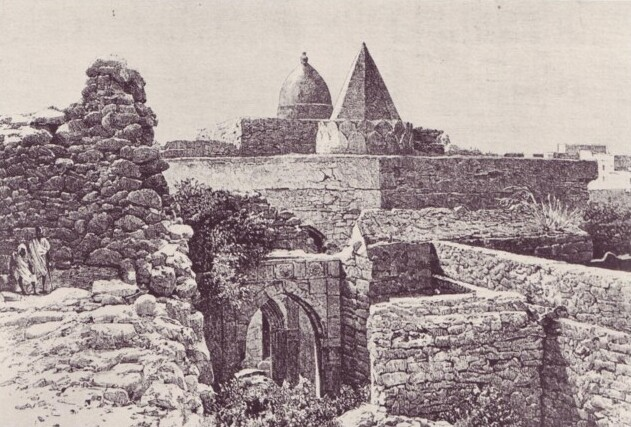
Mosquée Fakr ad Din, construite à Mogadiscio au XIIe sciècle.

L'islam constitue, depuis plus de 1400 ans, une part majeure de l'identité somalienne et est la religion de quasiment tous les Somaliens : les sources varient entre 99,8 % et 100 % pour les sources somaliennes.
La pratique de l'islam distingue les Somaliens de leurs voisins chrétiens ou adeptes des religions traditionnelles.
L'islam somalien suit la branche sunnite, avec une théologie acharite, et une école d'interprétation chaféite. Le soufisme est présent surtout depuis la fin du XIXe siècle. Il a aussi gagné en influence lorsque le salafisme s'est développé au cours du XXe siècle. L'influence des chefs religieux est plus forte dans le Nord que dans le Sud. Parmi les nomades, les exigences de la vie pastorale donnent une grande importance aux guerriers, alors que les chefs religieux doivent rester éloignés des problèmes politiques.

## Histoire

### Apparition de l'islam et Moyen Âge

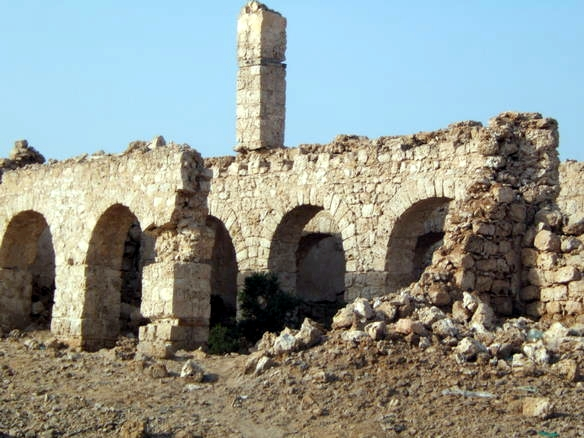
Ruines du sultanat de Zeila.

L'islam est arrivé dans le Nord de la Somalie peu après l'Hégire, depuis la péninsule arabique voisine. Les premiers musulmans de Somalie trouvèrent refuge dans les villes du Nord de la côte somalienne, dans la région de l'Awdal, lors des persécutions des habitants de La Mecque. 
Les deux mihrab de la mosquée Al-Qiblatayn de Zeila, une des plus anciennes mosquées du monde, auraient été construits au  Viie siècle. Il a également été mentionné que le sultanat d'Adal avait cette ville pour capitale,, suggérant que l'Adal, avec Zeila comme siège, remonte au moins au IXe siècle. Une trace écrite subsiste aujourd'hui d'al-Yaqubi indiquant qu'à la fin du IXe siècle, des musulmans vivaient dans le Nord de la côte somalienne. Selon I.M. Lewis, la politique d'alors était régie par des dynasties locales qui régnaient aussi sur le sultanat de Mogadiscio, établi le long de la côte de Benadir plus au Sud. Tout au long de cette période, ces dynasties étaient en conflit avec le voisin abyssinien.
En 1332, le sultanat de Zeila fut détruit par une campagne militaire de l'empereur abyssinien Amda Seyon Ier. Lorsque le sultan de Ifat, Sa'ad ad-Din II, fut exécuté par l'empereur Dawit Ier à Zeila en 1415, ses enfants s'échappèrent au Yémen, avant de revenir cinq ans plus tard. On situe l'avènement du royaume de l'Adal au début du XVe siècle : la capitale du sultanat fut déplacée à l'intérieur des terres, à Dakkar. Sabr ad-Din II y établit sa résidence après son retour du Yémen.
Au siècle suivant, la capitale de l'Adal devint Harar. Depuis cette nouvelle capitale, l'imam Ahmad Ibrahim Al-Ghazi, appelé aussi Ahmad Gragn, organisa en 1525 un djihad avec une armée puissante contre l'Abyssinie. Cette date ouvre la période connue comme la conquête de l'Abyssinie (“Futuh al-Habash”, en arabe). Après une première défaite abyssinienne, les Portugais vinrent en renfort. De son côté, de royaume d'Adal fit appel à l'empire ottoman, qui lui prêta des canons. C'est la première fois que cette arme était utilisée dans cette partie du monde, par les deux belligérants. L'Abyssinie parvint à repousser les assauts à la bataille de Wayna Daga, et Ahmad ibn Ibrihim al-Ghazi fut tué en 1543.
Le royaume d'Adal éclata en plusieurs royaumes indépendants : les sultanats et les républiques de Merka, de Mogadiscio, de Brava, de Hobyo et leurs ports respectifs avaient une activité commerciale florissante. Des bateaux voyageaient vers l'Arabie, l'Inde, Venise, la Perse, l'Égypte, le Portugal, et même la Chine. Lorsqu'il passa à Mogadiscio au XVe siècle, Vasco de Gama nota que c'était une grande cité avec maisons à plusieurs étages, et de grands palaces en son centre, ainsi que de nombreuses mosquées à minarets cylindriques.
C'est vers cette époque que la ville de Mogadiscio est devenue une “Cité de l'islam”, et a commencé à contrôler le commerce de l'or en Afrique de l'Est pour plusieurs siècles. Au XVIe siècle, Duarte Barbosa remarqua que de nombreux navires du royaume de Cambay, dans l'Inde actuelle, naviguaient vers Mogidiscio avec des tissus et des épices, et qu'ils repartaient avec de l'or, de la cire et de l'ivoire. Il remarqua aussi l'abondance de viande, de blé, d'orge, de chevaux et de fruits sur les marchés côtiers, qui garantissaient une bonne santé aux marchands. Mogadiscio a été aussi le centre d'une industrie textile prospère connue sous le nom de “toob benadir”, destinée notamment au marché égyptien.

### LaColonisation

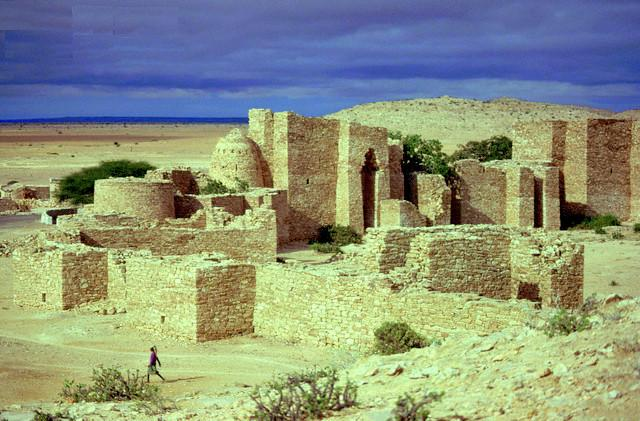
Ruines du fort Taleh de Muhammad Abdullah Hassan.

La Grande-Bretagne fut la première puissance européenne à occuper la région, puisqu'elle prit possession de l'Aden en 1839. Elle proclama en 1887 un protectorat au nord de la Somalie, dans la Région d'Ogaden, en Éthiopie et dans la Région Nord-Est du Kenya, dit le Somaliland. À l'intérieur des terres, il fut contesté par le mouvement religieux nationaliste des derviches, dirigé par Muhammad Abdullah Hassan, dit le “Mad Mullah” (le mollah fou, en anglais). Il sera finalement défait après vingt ans de guerre, en 1921. L'Italie colonisa plus tard le Sud du pays, par le traité de Londres de 1915. En 1936, l'empire colonial italien dans la région, l'Africa Orientale Italiana, se constitua à partir de la Somalia, de l'Érythrée et de l'Éthiopie. En 1947, ayant perdu la guerre, l'Italie renonça a ces territoires. L'assemblée de l'ONU plaça néanmoins le territoire de la Somalie sous l'administration de Rome pour 10 ans. Le pays proclama son indépendance en 1960, par fusion de la Somalie du sud et de la Somalie du nord.
Le système islamique somalien a eu du mal à s'adapter aux changements sociaux, politiques et économiques sous la domination coloniale qui commença à la fin du XIXe siècle. En conséquence de la colonisation, l'islam a opposé un retour à l'orthodoxie sunnite et un refus de l'occidentalisation. Les confréries soufies ont été le moteur de ce mouvement d'opposition, menées par Mohammed Abdullah Hassan au début du XXe siècle. En général, le clergé islamique s'opposait à l'expansion de l'éducation occidentale.
Une autre réponse à la colonisation s'est manifestée par une réforme et une réinterprétation de l'islam. Dans cette perspective, l'islam des débuts a été relu comme un mouvement de protestation contre la corruption et l'inégalité. Ces réformateurs ont cherché à démontrer que les écritures islamiques contenaient tous les éléments nécessaires à la modernisation. Cette école de pensée appartient au socialisme islamique, identifiée surtout à Gamal Abdel Nasser. Ses idées ont rayonné en Somalie, dont certains étudiants sont partis au Caire dans les années 1950 et 1960.

### L'indépendance
La constitution de 1961 garantit la liberté de religion, tout en déclarant la république islamique. Les deux premiers gouvernements de l'indépendance, d'Aden Abdullah Osman Daar et d'Abdirashid Ali Shermarke, ont manifesté un intérêt de façade pour les principes du socialisme islamique, et n'ont pas réellement appliqué cette doctrine dans la gestion de l'État. Par contre, le coup d'état du 21 octobre 1969 voit l'installation d'un régime marxiste-léniniste, qui attaque l'islam et veut détribaliser le pays.

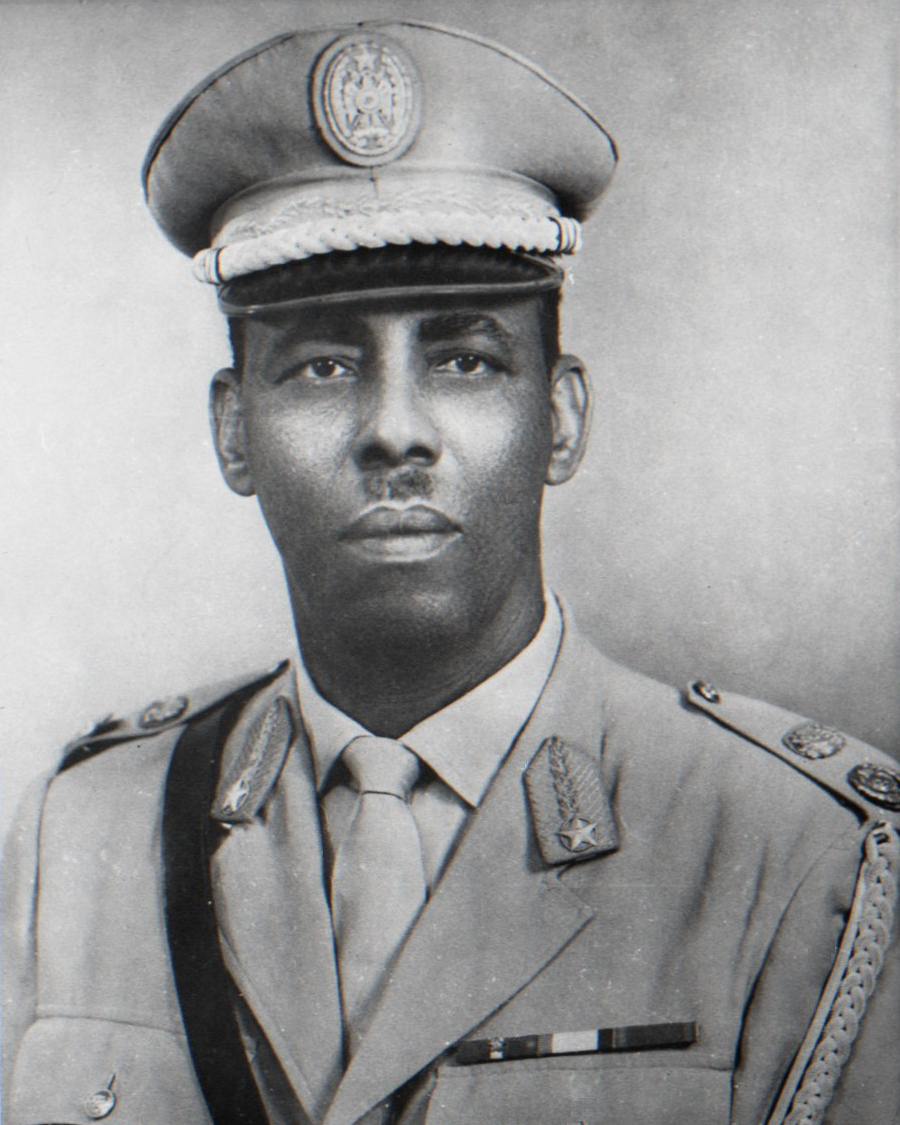
Portrait de Siad Barre, président de la Somalie 1970 à 1991.

Peu de temps après, le journal officiel du Conseil Révolutionnaire Suprême publie un éditorial insistant sur les différences entre “socialisme scientifique” et islamique. Le socialisme islamique y est décrit comme un serviteur du capitalisme et du néo-colonialisme. Le “socialisme scientifique”, au contraire, y est décrit comme fondé sur des valeurs d'altruisme, celles qui inspirent l'islam. C'est pourquoi le clergé doit laisser aux chefs du pays le soin des affaires du pays, qu'ils conformeraient aux principes islamiques. Peu de temps après, le gouvernement arrêta des clercs qui protestaient contre le gouvernement, et les accusèrent de propagande contre-révolutionnaire et de collusion avec les États de la péninsule arabique. Certains membres de tribunaux islamiques durent aussi démissionner. Lorsque le plan triennal de 1971 à 1973 fut programmé en janvier 1971, les chefs du SRC furent contraints d'obtenir le soutien du clergé pour transformer les structures sociales existantes.
Le 4 septembre 1971, Siad Barre exhorta plus de 100 chefs religieux à participer à la construction d'une nouvelle société socialiste. Il critiqua leur méthode d'enseignement dans les écoles coraniques et accusa certains d'en tirer un profit personnel. La campagne du socialisme scientifique s'intensifia en 1972. À l'occasion de la fête de l'Aïd el-Adha, alors que beaucoup de musulmans partaient en pèlerinage, le président définit le socialisme à la fois comme une pratique et comme un corpus idéologique.
Début janvier 1975, en s'appuyant sur un message d'égalité, de justice et de progrès social qu'exprime le Coran, Siad Barre annonça une nouvelle loi sur la famille qui donnait aux femmes les mêmes droits d'héritages que les hommes. Ce fut une preuve pour certains Somaliens que le SRC voulait saper les fondements islamiques de la société. Vingt-deux dignitaires religieux protestèrent dans leur mosquée, à Mogadoshio. Ils furent arrêtés et accusés de mettre en danger la sécurité de l'État. Dix furent exécutés, dont le cheikh Mohamed Walaleye et le cheikh Hassan Absiye Derie. La plupart du clergé resta silencieux. Le gouvernement continua à attaquer l'islam. Mais au cours des années 1980, le président Barre fut affaibli sur le plan diplomatique et économique. Il dut fuir la capitale. La guerre civile commença et provoqua une division du pays. 

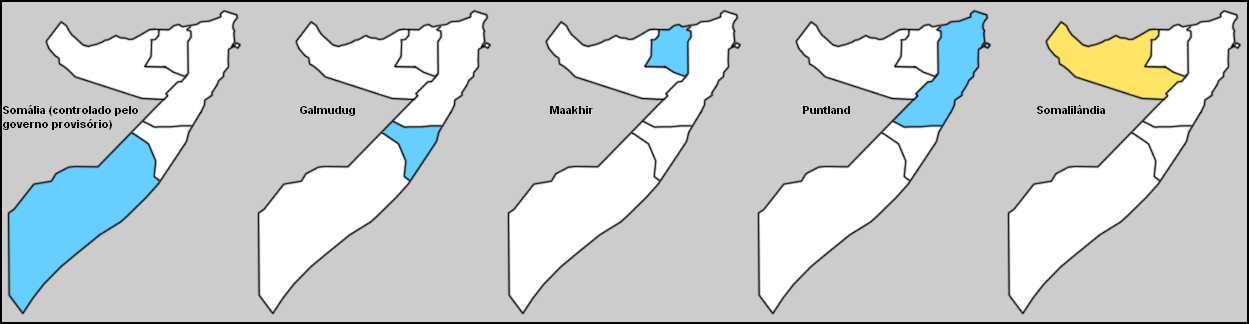

Dès 1991, les régions de Somalie font sécession de facto :
- la Somaliland en 1991, adopte une Constitution du 31 mai 2001 qui met en place une république islamique. L'actuel président de la République Ahmed Silanyo a été élu le 26 juin 2010;
- le Puntland ou Pount, dont les chefs se sont déclarés autonomes en 1998, et réalisent des actes de piraterie autour de la Corne de l'Afrique;
- l'État de Khatumo qui revendique les régions de Sool, Sanaag et Cayn (« régions SSC ») devient autonome au début de 2012. À la suite de ces évènements, la Somalie adopte dans l'année une nouvelle constitution.
- et le Jubaland en 2013 qui est situé au sud-ouest de la Somalie, à la frontière avec le Kenya. Malgré une offensive lancée le 28 septembre 2012 par les forces de défense kényanes contre les Shebabs de Kismayo (la capitale), un nouveau président du Jubaland a été proclamé en mi-mai 2013.

Le pays somalien est désormais éclaté. L'État est dans une situation de déliquescence avancée. Depuis le début de la guerre civile, le pays a connu plusieurs djihads locaux, où s'opposèrent des confréries rivales.